# Yamamoto Satsuo
Yamamoto Satsuo (Kagoshima, Japón, 15 de julio de 1910-Tokio, 11 de agosto de 1983) fue un director de cine japonés, pionero en este país.

## Reseña biográfica
Yamamoto Satsuo fue un director japonés (1910-1983) que es conocido y reconocido por su contribución al cine social y político. Destacó por trabajos como: The Tycoon o Solar Eclipse. También adaptó obras literarias de autores de prestigio como Tatsuzo Ishikaya o Tokoyo Yamazaki. Yamamoto destacaba en sus películas su condición políticos: Fue activo del Partido Comunista Japonés.
Pero en su filmografía, no solo se dedicó a este género, sino lo combinó con otros de carácter más lúdico, como los melodramas, el cine fantástico o las películas de samuráis.Yamamoto fue importante, ya que fue pionero del cine independiente de su país. En sus películas, se puede ver un claro reflejo de la crítica que hace a la corrupción y al sistema capitalista.
Recibió algún que otro premio por sus obras cinematográficas, premios como el Mainichi Film Award, que lo ganó tres veces.

## Filmografía
- Streets of Violence (1950)
- The White Tower (1966)
- Zaitochi the outlaw (1967)
- Wasted Land (1976)
- Oh! The Nomugi Pass (1979)